# Temporada 2024 del fútbol colombiano
La Temporada 2024 del fútbol colombiano abarca todas las actividades relativas a campeonatos de fútbol profesional, nacionales e internacionales, disputados por clubes colombianos, y por las selecciones nacionales de este país en sus diversas categorías.

## Torneos locales

### Categoría Primera A

#### Torneo Apertura
- Final

| Fecha | Ciudad      | Equipo local         | Resultado      | Equipo visitante     |
| --- | ----------- | -------------------- | -------------- | -------------------- |
| 8 de junio | Bucaramanga | Atlético Bucaramanga | 1 : 0          | Santa Fe             |
| 15 de junio | Bogotá      | Santa Fe             | 3 : 2 (5:6 p.) | Atlético Bucaramanga |
| Atlético Bucaramanga se coronó campeón con un marcador global de 3:3 y ganando 6:5 en los tiros desde el punto penal. |             |                      |                |                      |

|                                          |
| Bandera de Colombia                      |
| Campeón Atlético Bucaramanga 1.er título |

#### Torneo Finalización
- Final

| Fecha                                                              | Ciudad   | Equipo local      | Resultado | Equipo visitante  |
| ------------------------------------------------------------------ | -------- | ----------------- | --------- | ----------------- |
| 18 de diciembre                                                    | Ibagué   | Deportes Tolima   | 1 : 1     | Atlético Nacional |
| 22 de diciembre                                                    | Medellín | Atlético Nacional | 2 : 0     | Deportes Tolima   |
| Atlético Nacional se coronó campeón con un marcador global de 3:1. |          |                   |           |                   |

|                                       |
| Bandera de Colombia                   |
| Campeón Atlético Nacional 18.º título |

#### Tabla de reclasificación
En la tabla de reclasificación se lleva a cabo la sumatoria de puntos de los clubes en todos los partidos de los dos torneos de primera división —el Apertura y el Finalización (incluyendo fases finales)—, con el objetivo de definir los equipos clasificados de Colombia a los torneos internacionales de Conmebol para el siguiente año. Los cupos a torneos internacionales se distribuyeron de la siguiente manera:
- Copa Libertadores: Colombia 1 y Colombia 2 (que clasificaron directamente a la fase de grupos) correspondieron a los campeones del Apertura 2024 y Finalización 2024, respectivamente. Los cupos de Colombia 3 y Colombia 4 los tomaron los dos equipos mejor ubicados en la reclasificación (no campeones de Apertura, Finalización o Copa Colombia). Colombia 3 y Colombia 4 iniciarán su participación en la segunda fase.
- Copa Sudamericana: Colombia 1 correspondió al campeón de la Copa Colombia 2024, Colombia 2, Colombia 3 y Colombia 4 fueron a los tres siguientes clubes mejor ubicados en la tabla de reclasificación (no clasificados a la Copa Libertadores), respectivamente. Los cuatro clasificados empezarán el torneo desde la primera fase.

Nota: En caso de que hubiera un mismo campeón en los torneos Apertura y Finalización, a la Copa Libertadores irían los tres primeros en reclasificación no campeones de liga o copa. Si uno de los campeones del torneo Apertura o Finalización quedara campeón de la Copa Colombia 2024, el cupo Colombia 1 de la Copa Sudamericana lo tomaría el tercer mejor ubicado en la reclasificación no campeón.

| Pos. | Equipo                     | Pts. | PJ | G  | E  | P  | GF | GC | Dif. |  |
| ---- | -------------------------- | ---- | -- | -- | -- | -- | -- | -- | ---- |  |
| 1    | Deportes Tolima            | 93   | 52 | 27 | 12 | 13 | 73 | 46 | +27  |  |
| 2    | Santa Fe                   | 91   | 52 | 26 | 13 | 13 | 61 | 41 | +20  |  |
| 3    | Millonarios (SL)           | 86   | 50 | 24 | 14 | 12 | 68 | 42 | +26  |  |
| 4    | Atlético Bucaramanga (A)   | 77   | 46 | 22 | 11 | 13 | 52 | 33 | +19  |  |
| 5    | Once Caldas                | 77   | 50 | 21 | 14 | 15 | 50 | 44 | +6   |  |
| 6    | Junior                     | 75   | 50 | 20 | 15 | 15 | 62 | 51 | +11  |  |
| 7    | Atlético Nacional (F) (CC) | 73   | 46 | 20 | 13 | 13 | 64 | 45 | +19  |  |
| 8    | América de Cali            | 69   | 44 | 19 | 12 | 13 | 55 | 40 | +15  |  |
| 9    | Deportivo Pereira          | 69   | 44 | 19 | 12 | 13 | 54 | 44 | +10  |  |
| 10   | Independiente Medellín     | 58   | 38 | 15 | 13 | 10 | 45 | 46 | −1   |  |
| 11   | Deportivo Pasto            | 56   | 44 | 16 | 8  | 20 | 45 | 45 | 0    |  |
| 12   | La Equidad                 | 55   | 44 | 14 | 13 | 17 | 45 | 54 | −9   |  |
| 13   | Fortaleza CEIF             | 51   | 38 | 13 | 12 | 13 | 41 | 40 | +1   |  |
| 14   | Águilas Doradas            | 46   | 38 | 12 | 10 | 16 | 38 | 46 | −8   |  |
| 15   | Deportivo Cali             | 38   | 38 | 9  | 11 | 18 | 39 | 52 | −13  |  |
| 16   | Jaguares                   | 37   | 38 | 8  | 13 | 17 | 26 | 44 | −18  |  |
| 17   | Patriotas                  | 35   | 38 | 9  | 8  | 21 | 31 | 54 | −23  |  |
| 18   | Alianza F. C.              | 33   | 38 | 8  | 9  | 21 | 32 | 54 | −22  |  |
| 19   | Boyacá Chicó               | 33   | 38 | 9  | 6  | 23 | 35 | 69 | −34  |  |
| 20   | Envigado F. C.             | 29   | 38 | 6  | 11 | 21 | 24 | 50 | −26  |  |

 Fuente: Dimayor
|  | Zona de clasificación a la Fase de grupos de la Copa Libertadores 2025. |
|  | Zona de clasificación a la Segunda fase de la Copa Libertadores 2025.   |
|  | Zona de clasificación a la Primera fase de la Copa Sudamericana 2025.   |

| (A)  | Campeón del Torneo Apertura 2024.         |
| (F)  | Campeón del Torneo Finalización 2024.     |
| (CC) | Campeón de la Copa Colombia 2024.         |
| (SL) | Campeón de la Superliga de Colombia 2024. |

##### Representantes en competición internacional
| Clasificado como | Copa Libertadores 2025 | Copa Sudamericana 2025 |
| ---------------- | ---------------------- | ---------------------- |
| Colombia 1       | Atlético Bucaramanga   | Millonarios            |
| Colombia 2       | Atlético Nacional      | Once Caldas            |
| Colombia 3       | Deportes Tolima        | Junior                 |
| Colombia 4       | Santa Fe               | América de Cali        |

#### Tabla del descenso
Los ascensos y descensos en el fútbol colombiano se definen por la Tabla del descenso, la cual promedia las campañas de los equipos en los últimos seis campeonatos. Los puntos de la tabla se obtienen de la división del puntaje total entre partidos jugados, únicamente en la fase de todos contra todos. Para el descenso a la Primera B al final del año 2024, se tuvieron en cuenta los torneos 2022-I, 2022-II, 2023-I, 2023-II, 2024-I y 2024-II. Los equipos ascendidos desde la Primera B iniciaron su promedio desde cero, sin heredar el promedio del último clasificado de la temporada anterior en la Primera A.
| Pos. | Equipos                | PJ  | GF | GC | Dif. | Pts. | Prom. |
| ---- | ---------------------- | --- | -- | -- | ---- | ---- | ----- |
| 20.  | Patriotas (D)          | 38  | 31 | 54 | −23  | 35   | 0.92  |
| 19.  | Jaguares (D)           | 118 | 26 | 44 | −18  | 117  | 0.99  |
| 18.  | Envigado F. C.         | 118 | 24 | 50 | −26  | 119  | 1.01  |
| 17.  | Deportivo Cali         | 118 | 39 | 52 | −13  | 123  | 1.04  |
| 16.  | Boyacá Chicó           | 78  | 35 | 69 | −34  | 82   | 1.05  |
| 15.  | Alianza F. C.          | 118 | 32 | 54 | −22  | 137  | 1.16  |
| 14.  | Deportivo Pasto        | 118 | 40 | 39 | 1    | 157  | 1.33  |
| 13.  | Fortaleza CEIF         | 38  | 41 | 40 | 1    | 51   | 1.34  |
| 12.  | Once Caldas            | 118 | 37 | 35 | 2    | 158  | 1.34  |
| 11.  | Deportivo Pereira      | 118 | 47 | 36 | 11   | 160  | 1.36  |
| 10.  | La Equidad             | 118 | 42 | 40 | 2    | 165  | 1.4   |
| 9.   | Atlético Bucaramanga   | 118 | 45 | 27 | 18   | 171  | 1.45  |
| 8.   | Junior                 | 118 | 50 | 37 | 13   | 181  | 1.53  |
| 7.   | Santa Fe               | 118 | 48 | 24 | 24   | 182  | 1.54  |
| 6.   | América de Cali        | 118 | 49 | 32 | 17   | 185  | 1.57  |
| 5.   | Águilas Doradas        | 118 | 38 | 46 | −8   | 187  | 1.58  |
| 4.   | Atlético Nacional      | 118 | 48 | 40 | 8    | 190  | 1.61  |
| 3.   | Independiente Medellín | 118 | 45 | 46 | −1   | 193  | 1.64  |
| 2.   | Deportes Tolima        | 118 | 56 | 30 | 26   | 199  | 1.69  |
| 1.   | Millonarios            | 118 | 55 | 33 | 22   | 208  | 1.76  |

Fuente: Web oficial de Dimayor
| (D) | Descenso a la Categoría Primera B para la temporada 2025. |

##### Cambios de categoría
|  | Jaguares Patriotas |

|  | Unión Magdalena Llaneros |

### Liga Profesional Femenina
- Final

| Fecha                                                           | Ciudad  | Equipo local   | Resultado | Equipo visitante |
| --------------------------------------------------------------- | ------- | -------------- | --------- | ---------------- |
| 11 de agosto                                                    | Palmira | Deportivo Cali | 2 : 1     | Santa Fe         |
| 16 de agosto                                                    | Bogotá  | Santa Fe       | 0 : 2     | Deportivo Cali   |
| Deportivo Cali se coronó campeón con un marcador global de 4:1. |         |                |           |                  |

|                                   |
| Bandera de Colombia               |
| Campeón Deportivo Cali 2.º título |

### Categoría Primera B
- Gran Final

| Fecha | Ciudad        | Equipo local    | Resultado      | Equipo visitante |
| --- | ------------- | --------------- | -------------- | ---------------- |
| 10 de diciembre                                                                                                  | Santa Marta   | Unión Magdalena | 1 : 0          | Llaneros         |
| 14 de diciembre                                                                                                  | Villavicencio | Llaneros        | 1 : 0 (2:4 p.) | Unión Magdalena  |
| Unión Magdalena se coronó campeón con un marcador global de 1:1 y ganando 4:2 en los tiros desde el punto penal. |               |                 |                |                  |

|                                    |
| Bandera de Colombia                |
| Campeón Unión Magdalena 2.º título |

### Copa Colombia
- Final

| Fecha                                                              | Ciudad   | Equipo local      | Resultado | Equipo visitante  |
| ------------------------------------------------------------------ | -------- | ----------------- | --------- | ----------------- |
| 12 de diciembre                                                    | Medellín | Atlético Nacional | 3 : 1     | América de Cali   |
| 15 de diciembre                                                    | Cali     | América de Cali   | 0 : 0     | Atlético Nacional |
| Atlético Nacional se coronó campeón con un marcador global de 3:1. |          |                   |           |                   |

|                                      |
| Bandera de Colombia                  |
| Campeón Atlético Nacional 7.º título |

### Superliga de Colombia
| Fecha                                                        | Ciudad       | Equipo local | Resultado | Equipo visitante |
| ------------------------------------------------------------ | ------------ | ------------ | --------- | ---------------- |
| 18 de enero                                                  | Barranquilla | Junior       | 1 : 0     | Millonarios      |
| 24 de enero                                                  | Bogotá       | Millonarios  | 2 : 0     | Junior           |
| Millonarios se coronó campeón con un marcador global de 2:1. |              |              |           |                  |

|                                |
| Bandera de Colombia            |
| Campeón Millonarios 2.º título |

### Torneos de carácter aficionado

#### Categoría Primera C
| Fecha                                                        | Ciudad     | Equipo local | Resultado | Equipo visitante |
| ------------------------------------------------------------ | ---------- | ------------ | --------- | ---------------- |
| 7 de diciembre                                               | Bogotá     | Tigres "B"   | 1 : 0     | Equipo Azul      |
| 14 de diciembre                                              | Valledupar | Equipo Azul  | 3 : 0     | Tigres "B"       |
| Equipo Azul se coronó campeón con un marcador global de 3:1. |            |              |           |                  |

|                                 |
| Bandera de Colombia             |
| Campeón Equipo Azul 1.er título |

### Torneos de carácter formativo

#### Supercopa Juvenil FCF
- Final

| Fecha                                                           | Ciudad | Equipo local   | Resultado | Equipo visitante |
| --------------------------------------------------------------- | ------ | -------------- | --------- | ---------------- |
| 24 de noviembre                                                 | Neiva  | Atlético Huila | 0 : 0     | Fortaleza CEIF   |
| 29 de noviembre                                                 | Bogotá | Fortaleza CEIF | 4 : 1     | Atlético Huila   |
| Fortaleza CEIF se coronó campeón con un marcador global de 4:1. |        |                |           |                  |

|                                    |
| Bandera de Colombia                |
| Campeón Fortaleza CEIF 1.er título |

## Torneos internacionales

### Copa Libertadores
| Equipo            | Fase final               | Pts. | PJ | PG | PE | PP | GF | GC | Dif. | Rend.  |
| ----------------- | ------------------------ | ---- | -- | -- | -- | -- | -- | -- | ---- | ------ |
| Junior            | Octavos de final         | 10   | 8  | 2  | 4  | 2  | 8  | 7  | 1    | 41,7 % |
| Millonarios       | Fase de grupos (Grupo E) | 3    | 6  | 0  | 3  | 3  | 6  | 12 | –6   | 16,7 % |
| Águilas Doradas   | Fase 2                   | 2    | 2  | 0  | 2  | 0  | 0  | 0  | 0    | 33,3 % |
| Atlético Nacional | Fase 2                   | 0    | 2  | 0  | 0  | 2  | 0  | 4  | –4   | 0 %    |

### Copa Libertadores Femenina
| Equipo         | Fase final       | Pts. | PJ | PG | PE | PP | GF | GC | Dif. | Rend. |
| -------------- | ---------------- | ---- | -- | -- | -- | -- | -- | -- | ---- | ----- |
| Santa Fe       | Subcampeón       | 9    | 6  | 2  | 3  | 1  | 5  | 4  | 1    | 50 %  |
| Deportivo Cali | Cuartos de final | 9    | 4  | 3  | 0  | 1  | 8  | 5  | 3    | 75 %  |

### Copa Sudamericana
| Equipo                 | Fase final               | Pts. | PJ | PG | PE | PP | GF | GC | Dif. | Rend.  |
| ---------------------- | ------------------------ | ---- | -- | -- | -- | -- | -- | -- | ---- | ------ |
| Independiente Medellín | Cuartos de final         | 20   | 11 | 5  | 5  | 1  | 23 | 10 | 13   | 60,6 % |
| Alianza F. C.          | Fase de grupos (Grupo B) | 8    | 7  | 2  | 2  | 3  | 7  | 11 | –4   | 38,1 % |
| América de Cali        | Primera fase             | 0    | 1  | 0  | 0  | 1  | 1  | 2  | –1   | 0 %    |
| Deportes Tolima        | Primera fase             | 1    | 1  | 0  | 1  | 0  | 0  | 0  | 0    | 33,3 % |

### Copa Libertadores Sub-20
| Equipo          | Fase final     | Pts. | PJ | PG | PE | PP | GF | GC | Dif. | Rend.  |
| --------------- | -------------- | ---- | -- | -- | -- | -- | -- | -- | ---- | ------ |
| Águilas Doradas | Fase de grupos | 3    | 3  | 1  | 0  | 2  | 5  | 7  | –2   | 33,3 % |

## Selección nacional masculina

### Mayores
| Fecha            | Lugar                                                          | Rival          | Marcador      | Competencia                                | Goles de Colombia                                                                                           |
| ---------------- | -------------------------------------------------------------- | -------------- | ------------- | ------------------------------------------ | --- |
| 22 de marzo      | London Stadium, Londres, Inglaterra                            | España         | 1 : 0         | Amistoso internacional                     | 60' Daniel Muñoz                                                                                            |
| 26 de marzo      | Estadio Metropolitano, Madrid, España                          | Rumania        | 3 : 2         | Amistoso internacional                     | 5' Jhon Córdoba · 35' Jhon Arias · 78' Yaser Asprilla                                                       |
| 8 de junio       | FedExField, Landover, Estados Unidos                           | Estados Unidos | 5 : 1         | Amistoso internacional                     | 6' Jhon Arias · 19' Rafael Santos Borré · 77' Richard Ríos · 85' Jorge Carrascal · 88' Luis Sinisterra      |
| 15 de junio      | Pratt & Whitney Stadium, East Hartford, Estados Unidos         | Bolivia        | 3 : 0         | Amistoso internacional                     | 5' Jhon Arias · 25' Jhon Córdoba · 41' Luis Díaz                                                            |
| 24 de junio      | NRG Stadium, Houston, Estados Unidos                           | Paraguay       | 2 : 1         | Copa América 2024                          | 32' Daniel Muñoz · 42' Jefferson Lerma                                                                      |
| 28 de junio      | State Farm Stadium, Glendale, Estados Unidos                   | Costa Rica     | 3 : 0         | Copa América 2024                          | 31' (pen.) Luis Díaz · 59' Dávinson Sánchez · 62' Jhon Córdoba                                              |
| 2 de julio       | Levi's Stadium, Santa Clara, Estados Unidos                    | Brasil         | 1 : 1         | Copa América 2024                          | 45+2' Daniel Muñoz                                                                                          |
| 6 de julio       | State Farm Stadium, Glendale, Estados Unidos                   | Panamá         | 5 : 0         | Copa América 2024                          | 8' Jhon Córdoba · 15' (pen.) James Rodríguez · 41' Luis Díaz · 70' Richard Ríos · 90+4' (pen.) Miguel Borja |
| 10 de julio      | Bank of America Stadium, Charlotte, Estados Unidos             | Uruguay        | 1 : 0         | Copa América 2024                          | 39' Jefferson Lerma                                                                                         |
| 14 de julio      | Hard Rock Stadium, Miami, Estados Unidos                       | Argentina      | 0 : 1 (t. s.) | Copa América 2024                          | Sin goles                                                                                                   |
| 4 de septiembre  | Estadio Nacional, Lima, Perú                                   | Perú           | 1 : 1         | Clasificación para la Copa Mundial de 2026 | 82' Luis Díaz                                                                                               |
| 10 de septiembre | Estadio Metropolitano Roberto Meléndez, Barranquilla, Colombia | Argentina      | 2 : 1         | Clasificación para la Copa Mundial de 2026 | 25' Yerson Mosquera · 60' (pen.) James Rodríguez                                                            |
| 10 de octubre    | Estadio Municipal de El Alto, El Alto, Bolivia                 | Bolivia        | 0 : 1         | Clasificación para la Copa Mundial de 2026 | Sin goles                                                                                                   |
| 15 de octubre    | Estadio Metropolitano Roberto Meléndez, Barranquilla, Colombia | Chile          | 4 : 0         | Clasificación para la Copa Mundial de 2026 | 34' Dávinson Sánchez · 52' Luis Díaz · 82' Jhon Durán · 90+3' Luis Sinisterra                               |
| 14 de noviembre  | Estadio Centenario, Montevideo, Uruguay                        | Uruguay        | 2 : 3         | Clasificación para la Copa Mundial de 2026 | 31' Juan Fernando Quintero · 90+6' Carlos Andrés Gómez                                                      |
| 19 de noviembre  | Estadio Metropolitano Roberto Meléndez, Barranquilla, Colombia | Ecuador        | 0 : 1         | Clasificación para la Copa Mundial de 2026 | Sin goles                                                                                                   |

#### Copa América
| Equipo             | Pts. | PJ | PG | PE | PP | GF | GC | Dif. | Rend.  |
| ------------------ | ---- | -- | -- | -- | -- | -- | -- | ---- | ------ |
| Selección Colombia | 13   | 6  | 4  | 1  | 1  | 12 | 3  | 9    | 72,2 % |

- Resultado final: Subcampeón.

### Sub-23
| Fecha        | Lugar                                             | Rival                | Marcador | Competencia              | Goles de Colombia                                        |
| ------------ | ------------------------------------------------- | -------------------- | -------- | ------------------------ | -------------------------------------------------------- |
| 9 de enero   | Estadio Romelio Martínez, Barranquilla, Colombia  | República Dominicana | 3 : 2    | Amistoso internacional   | Carlos Gómez · Óscar Cortés · Juan David Mosquera        |
| 12 de enero  | Estadio Romelio Martínez, Barranquilla, Colombia  | República Dominicana | 5 : 0    | Amistoso internacional   | Daniel Ruiz · Devan Tanton · Carlos Cortés · Óscar Perea |
| 20 de enero  | Estadio Brígido Iriarte, Caracas, Venezuela       | Ecuador              | 0 : 3    | Preolímpico Sudamericano | Sin goles                                                |
| 26 de enero  | Estadio Brígido Iriarte, Caracas, Venezuela       | Brasil               | 0 : 2    | Preolímpico Sudamericano | Sin goles                                                |
| 29 de enero  | Estadio Brígido Iriarte, Caracas, Venezuela       | Venezuela            | 0 : 1    | Preolímpico Sudamericano | Sin goles                                                |
| 1 de febrero | Polideportivo Misael Delgado, Valencia, Venezuela | Bolivia              | 0 : 2    | Preolímpico Sudamericano | Sin goles                                                |

#### Torneo Preolímpico Sudamericano Sub-23
| Equipo                    | Pts. | PJ | PG | PE | PP | GF | GC | Dif. | Rend. |
| ------------------------- | ---- | -- | -- | -- | -- | -- | -- | ---- | ----- |
| Selección nacional Sub-23 | 0    | 4  | 0  | 0  | 4  | 0  | 8  | -8   | 0 %   |

- Resultado final: Eliminado en la fase de grupos, peor participación histórica[10]

### Sub-20
| Fecha           | Lugar                                               | Rival     | Marcador | Competencia            | Goles de Colombia                                                |
| --------------- | --------------------------------------------------- | --------- | -------- | ---------------------- | ---------------------------------------------------------------- |
| 27 de junio     | Campo Mar, Lima, Perú                               | Perú      | 1 : 1    | Amistoso internacional | 73' Néiser Villarreal                                            |
| 30 de junio     | Campo Mar, Lima, Perú                               | Perú      | 1 : 1    | Amistoso internacional | 16' Luis Landázuri                                               |
| 3 de julio      | Estadio Francisco Rivera Escobar, Palmira, Colombia | Honduras  | 2 : 1    | Amistoso internacional | 38' Néiser Villarreal · 77' Joel Canchimbo                       |
| 6 de julio      | Estadio Municipal Raúl Miranda, Yumbo, Colombia     | Honduras  | 3 : 2    | Amistoso internacional | 34' Kéner González · 77' Emilio Aristizábal · 89' Joel Canchimbo |
| 3 de septiembre | Estadio Alfredo Víctor Viera, Montevideo, Uruguay   | Uruguay   | 1 : 0    | Amistoso internacional | 8' Simón García                                                  |
| 5 de septiembre | Estadio Charrúa, Montevideo, Uruguay                | Uruguay   | 1 : 1    | Amistoso internacional | 20' Jordan Barrera                                               |
| 15 de noviembre | Estadio Rodrigo Paz Delgado, Quito, Ecuador         | Ecuador   | 2 : 1    | Amistoso internacional | 19' Keimer Sandoval · 30' Néiser Villarreal                      |
| 16 de noviembre | Casa de la Selección, Quito, Ecuador                | Ecuador   | 2 : 2    | Amistoso internacional | Jaime Peralta                                                    |
| 19 de noviembre | Estadio Rodrigo Paz Delgado, Quito, Ecuador         | Ecuador   | 2 : 1    | Amistoso internacional | 45' Néiser Villarreal · 58' Royner Benítez                       |
| 18 de diciembre | Sede Deportiva FCF, Barranquilla, Colombia          | Venezuela | 2 : 0    | Amistoso internacional | 32' Keimer Sandoval · 34' Kéner González                         |
| 21 de diciembre | Sede Deportiva FCF, Barranquilla, Colombia          | Venezuela | 0 : 0    | Amistoso internacional | Sin goles                                                        |

### Sub-17
| Fecha       | Lugar                                               | Rival     | Marcador | Competencia            | Goles de Colombia            |
| ----------- | --------------------------------------------------- | --------- | -------- | ---------------------- | ---------------------------- |
| 22 de abril | Estadio Francisco Rivera Escobar, Palmira, Colombia | Sudáfrica | 2 : 2    | Amistoso internacional | Ángel Mora · Edmilson Herazo |
| 24 de abril | Estadio Francisco Rivera Escobar, Palmira, Colombia | Sudáfrica | 2 : 1    | Amistoso internacional | Tomás Martínez               |
| 25 de junio | SIFUP, Santiago, Chile                              | Chile     | 1 : 1    | Amistoso internacional | 53' Yeminson Urrutia         |
| 27 de junio | SIFUP, Santiago, Chile                              | Chile     | 1 : 1    | Amistoso internacional | 14' Kevin Angulo             |

### Sub-16
| Fecha            | Lugar                                                             | Rival     | Marcador | Competencia            | Goles de Colombia                                              |
| ---------------- | ----------------------------------------------------------------- | --------- | -------- | ---------------------- | -------------------------------------------------------------- |
| 28 de septiembre | Estadio Municipal Romelio Martínez, Barranquilla, Colombia        | Venezuela | 2 : 1    | Amistoso internacional | 16', 70' Santiago Londoño                                      |
| 4 de octubre     | Estadio Ramón Tahuichi Aguilera, Santa Cruz de la Sierra, Bolivia | Chile     | 0 : 1    | Sudamericano Sub-15    | Sin goles                                                      |
| 8 de octubre     | Estadio Ramón Tahuichi Aguilera, Santa Cruz de la Sierra, Bolivia | Paraguay  | 0 : 1    | Sudamericano Sub-15    | Sin goles                                                      |
| 10 de octubre    | Estadio Ramón Tahuichi Aguilera, Santa Cruz de la Sierra, Bolivia | Bolivia   | 1 : 2    | Sudamericano Sub-15    | 67' Kevin Angulo                                               |
| 12 de octubre    | Estadio Ramón Tahuichi Aguilera, Santa Cruz de la Sierra, Bolivia | Perú      | 3 : 0    | Sudamericano Sub-15    | 37' Kevin Angulo · 40+2' Santiago Londoño · 42' Jhon Sevillano |

#### Campeonato Sudamericano de Fútbol Sub-15
| Equipo                    | Pts. | PJ | PG | PE | PP | GF | GC | Dif. | Rend. |
| ------------------------- | ---- | -- | -- | -- | -- | -- | -- | ---- | ----- |
| Selección Colombia Sub-15 | 3    | 4  | 1  | 0  | 3  | 4  | 4  | 0    | 25%   |

- Resultado final: Fase de grupos (7.° lugar).

## Selección nacional femenina

### Mayores
| Fecha           | Lugar                                                            | Rival          | Marcador           | Competencia                      | Goles de Colombia |
| --------------- | ---------------------------------------------------------------- | -------------- | ------------------ | -------------------------------- | --- |
| 21 de febrero   | Snapdragon Stadium, San Diego, Estados Unidos                    | Panamá         | 6 : 0              | Copa Oro Femenina de la Concacaf | 26', 34' Manuela Paví · 36' Catalina Usme · 72' Manuela Vanegas · 84' Linda Caicedo · 89' (a.g.) Carina Baltrip-Reyes |
| 24 de febrero   | Snapdragon Stadium, San Diego, Estados Unidos                    | Brasil         | 0 : 1              | Copa Oro Femenina de la Concacaf | Sin goles |
| 27 de febrero   | Snapdragon Stadium, San Diego, Estados Unidos                    | Puerto Rico    | 2 : 0              | Copa Oro Femenina de la Concacaf | 16' Catalina Usme · 53' Linda Caicedo                                                                                 |
| 3 de marzo      | BMO Stadium, Los Ángeles, Estados Unidos                         | Estados Unidos | 0 : 3              | Copa Oro Femenina de la Concacaf | Sin goles |
| 6 de abril      | Inter&Co Stadium, Orlando, Estados Unidos                        | México         | 1 : 0              | Amistoso internacional           | 43' Catalina Usme |
| 9 de abril      | Hinchliffe Stadium, Paterson, Estados Unidos                     | Guatemala      | 3 : 0              | Amistoso internacional           | Wendy Bonilla · Mayra Ramírez · Catalina Usme                                                                         |
| 30 de mayo      | Estadio Metropolitano de Lara, Cabudare, Venezuela               | Venezuela      | 2 : 0              | Amistoso internacional           | 38' 41' Linda Caicedo                                                                                                 |
| 2 de junio      | Estadio Metropolitano de Lara, Cabudare, Venezuela               | Venezuela      | 3 : 0              | Amistoso internacional           | 7' (pen.) Catalina Usme · 45+5' Manuela Paví · 81' Lady Andrade                                                       |
| 13 de julio     | Estadio Olímpico Jaime Morón León, Cartagena de Indias, Colombia | Ecuador        | 1 : 2              | Amistoso internacional           | 86' Daniela Montoya                                                                                                   |
| 25 de julio     | Parc Olympique Lyonnais, Lyon, Francia                           | Francia        | 2 : 3              | Juegos Olímpicos 2024            | 54' (pen.) Catalina Usme · 64' Manuela Paví                                                                           |
| 28 de julio     | Parc Olympique Lyonnais, Lyon, Francia                           | Nueva Zelanda  | 2 : 0              | Juegos Olímpicos 2024            | 27' Marcela Restrepo · 72' Leicy Santos                                                                               |
| 31 de julio     | Allianz Riviera, Niza, Francia                                   | Canadá         | 0 : 1              | Juegos Olímpicos 2024            | Sin goles |
| 3 de agosto     | Parc Olympique Lyonnais, Lyon, Francia                           | España         | 2 : 2 (2 : 4 pen.) | Juegos Olímpicos 2024            | 12' Mayra Ramírez · 52' Leicy Santos                                                                                  |
| 26 de octubre   | Estadio Kléber Andrade, Cariacica, Brasil                        | Brasil         | 1 : 1              | Amistoso internacional           | 6' Catalina Usme |
| 29 de octubre   | Estadio Kléber Andrade, Cariacica, Brasil                        | Brasil         | 1 : 3              | Amistoso internacional           | 69' Linda Caicedo |
| 30 de noviembre | NSU Soccer Stadium, Davie, Estados Unidos                        | Argentina      | 1 : 1 (4 : 5 pen.) | Amistoso internacional           | 47' Catalina Usme |

#### Juegos Olímpicos de París 2024
| Equipo             | Pts. | PJ | PG | PE | PP | GF | GC | Dif. | Rend. |
| ------------------ | ---- | -- | -- | -- | -- | -- | -- | ---- | ----- |
| Selección Colombia | 4    | 4  | 1  | 1  | 2  | 6  | 6  | 0    | 33,3% |

- Resultado final: Cuartos de final, mejor participación histórica.

#### Copa Oro Femenina de la Concacaf
| Equipo             | Pts. | PJ | PG | PE | PP | GF | GC | Dif. | Rend. |
| ------------------ | ---- | -- | -- | -- | -- | -- | -- | ---- | ----- |
| Selección Colombia | 6    | 4  | 2  | 0  | 2  | 8  | 4  | 4    | 50%   |

- Resultado final: Quinto lugar

### Sub-20
| Fecha            | Lugar                                               | Rival          | Marcador         | Competencia            | Goles de Colombia                                                                          |
| ---------------- | --------------------------------------------------- | -------------- | ---------------- | ---------------------- | ------------------------------------------------------------------------------------------ |
| 25 de febrero    | Estadio Nemesio Camacho El Campín, Bogotá, Colombia | Estados Unidos | 0 : 1            | Amistoso internacional | Sin goles                                                                                  |
| 28 de febrero    | Estadio Metropolitano de Techo, Bogotá, Colombia    | Estados Unidos | 0 : 1            | Amistoso internacional | Sin goles                                                                                  |
| 14 de abril      | Estadio Modelo Alberto Spencer, Guayaquil, Ecuador  | Chile          | 2 : 0            | Sudamericano Sub-20    | 17', 20' Gabriela Rodríguez                                                                |
| 16 de abril      | Estadio Modelo Alberto Spencer, Guayaquil, Ecuador  | Venezuela      | 4 : 1            | Sudamericano Sub-20    | 2' (a.g.) Zoraida Blanco · 9' Maithe López · 45+2' Daniela Garavito · 61' Stefanía Perlaza |
| 18 de abril      | Estadio Modelo Alberto Spencer, Guayaquil, Ecuador  | Bolivia        | 3 : 0            | Sudamericano Sub-20    | 35' Karla Viancha · 40', 61' Gabriela Rodríguez                                            |
| 20 de abril      | Estadio Modelo Alberto Spencer, Guayaquil, Ecuador  | Brasil         | 2 : 1            | Sudamericano Sub-20    | 68' Juana Ortegón · 73' Gabriela Rodríguez                                                 |
| 23 de abril      | Estadio Modelo Alberto Spencer, Guayaquil, Ecuador  | Perú           | 1 : 0            | Sudamericano Sub-20    | 82' (pen.) Mary José Álvarez                                                               |
| 26 de abril      | Estadio Modelo Alberto Spencer, Guayaquil, Ecuador  | Venezuela      | 3 : 2            | Sudamericano Sub-20    | 3' Mary José Álvarez · 40' Ana Milé González · 90+4' Gabriela Rodríguez                    |
| 29 de abril      | Estadio Modelo Alberto Spencer, Guayaquil, Ecuador  | Brasil         | 0 : 1            | Sudamericano Sub-20    | Sin goles                                                                                  |
| 2 de mayo        | Estadio Modelo Alberto Spencer, Guayaquil, Ecuador  | Argentina      | 1 : 1            | Sudamericano Sub-20    | 26' Gabriela Rodríguez                                                                     |
| 5 de mayo        | Estadio Modelo Alberto Spencer, Guayaquil, Ecuador  | Paraguay       | 1 : 1            | Sudamericano Sub-20    | 90+2' Stefanía Perlaza                                                                     |
| 27 de mayo       | Parc des Sports, Aviñón, Francia                    | México         | 1 : 1 (4 : 2 p.) | Sud Ladies Cup         | 29' Karla Viancha                                                                          |
| 29 de mayo       | Parc des Sports, Aviñón, Francia                    | Japón          | 1 : 2            | Sud Ladies Cup         | 62' Natalia Hernández                                                                      |
| 4 de junio       | Stade Éric Di Meco, Robion, Francia                 | Panamá         | 4 : 0            | Sud Ladies Cup         | 35' Yésica Muñoz · 60', 87' Ana Milé González · 72' Daniela Garavito                       |
| 24 de julio      | Complexe Mohammed VI, Salé, Marruecos               | Marruecos      | 1 : 1            | Amistoso internacional | Gabriela Rodríguez                                                                         |
| 26 de julio      | Complexe Mohammed VI, Salé, Marruecos               | Marruecos      | 1 : 0            | Amistoso internacional | (pen.) Mary José Álvarez                                                                   |
| 31 de agosto     | Estadio Nemesio Camacho El Campín, Bogotá, Colombia | Australia      | 2 : 0            | Copa Mundial Sub-20    | 58' Yunaira López · 76' Linda Caicedo                                                      |
| 3 de septiembre  | Estadio Nemesio Camacho El Campín, Bogotá, Colombia | Camerún        | 1 : 0            | Copa Mundial Sub-20    | 68' Yésica Muñoz                                                                           |
| 6 de septiembre  | Estadio Atanasio Girardot, Medellín, Colombia       | México         | 1 : 0            | Copa Mundial Sub-20    | 38' Mary José Álvarez                                                                      |
| 11 de septiembre | Estadio Olímpico Pascual Guerrero, Cali, Colombia   | Corea del Sur  | 1 : 0            | Copa Mundial Sub-20    | 64' Linda Caicedo                                                                          |
| 15 de septiembre | Estadio Olímpico Pascual Guerrero, Cali, Colombia   | Países Bajos   | 2 : 2 (0 : 3 p.) | Copa Mundial Sub-20    | 14', 63' Karla Torres                                                                      |

#### Campeonato Sudamericano Femenino de Fútbol Sub-20
| Equipo                    | Pts. | PJ | PG | PE | PP | GF | GC | Dif. | Rend. |
| ------------------------- | ---- | -- | -- | -- | -- | -- | -- | ---- | ----- |
| Selección Colombia Sub-20 | 20   | 9  | 6  | 2  | 1  | 17 | 7  | 10   | 74,1% |

- Resultado final: Tercer lugar. Clasificada previamente a la Copa Mundial Femenina de Fútbol Sub-20 en condición de anfitriona.

#### Copa Mundial Femenina de Fútbol Sub-20
| Equipo                    | Pts. | PJ | PG | PE | PP | GF | GC | Dif. | Rend. |
| ------------------------- | ---- | -- | -- | -- | -- | -- | -- | ---- | ----- |
| Selección Colombia Sub-20 | 13   | 5  | 4  | 1  | 0  | 7  | 2  | 5    | 86,6% |

- Resultado final: Cuartos de final (5.° lugar).

### Sub-17
| Fecha         | Lugar                                                               | Rival          | Marcador | Competencia            | Goles de Colombia                                                              |
| ------------- | ------------------------------------------------------------------- | -------------- | -------- | ---------------------- | ------------------------------------------------------------------------------ |
| 16 de febrero | Estadio Charrúa, Montevideo, Uruguay                                | Uruguay        | 1 : 0    | Amistoso internacional | 90+2' Maithe López                                                             |
| 19 de febrero | Estadio Charrúa, Montevideo, Uruguay                                | Uruguay        | 2 : 0    | Amistoso internacional | 40' Michel Cuéllar · 90+2' Nikol Rojas                                         |
| 16 de marzo   | Estadio Arsenio Erico, Asunción, Paraguay                           | Venezuela      | 1 : 0    | Sudamericano Sub-17    | 85' Isabella Díaz                                                              |
| 18 de marzo   | Estadio Arsenio Erico, Asunción, Paraguay                           | Argentina      | 3 : 0    | Sudamericano Sub-17    | 17', 64' Mariana Silva · 24' Michel Cuéllar                                    |
| 20 de marzo   | CARFEM, Ypané, Paraguay                                             | Perú           | 2 : 0    | Sudamericano Sub-17    | 71' (pen.) Isabella Díaz · 89' Reina Sofía Torres                              |
| 22 de marzo   | CARFEM, Ypané, Paraguay                                             | Brasil         | 1 : 4    | Sudamericano Sub-17    | 68' Nikol Rojas                                                                |
| 25 de marzo   | CARFEM, Ypané, Paraguay                                             | Paraguay       | 0 : 0    | Sudamericano Sub-17    | Sin goles                                                                      |
| 28 de marzo   | CARFEM, Ypané, Paraguay                                             | Brasil         | 2 : 2    | Sudamericano Sub-17    | 45+3' (pen.) Nikol Rojas · 51' Maithe López                                    |
| 31 de marzo   | CARFEM, Ypané, Paraguay                                             | Ecuador        | 4 : 2    | Sudamericano Sub-17    | 1' Ella Martínez · 71' Samantha Rodríguez · 73' Maithe López · 76' Nikol Rojas |
| 17 de junio   | CAR, Ciudad de México, México                                       | México         | 0 : 1    | Amistoso internacional | Sin goles                                                                      |
| 20 de junio   | CAR, Ciudad de México, México                                       | México         | 0 : 1    | Amistoso internacional | Sin goles                                                                      |
| 12 de julio   | Complexe Mohammed VI, Salé, Marruecos                               | Marruecos      | 1 : 0    | Amistoso internacional | 29' Maithe López                                                               |
| 15 de julio   | Complexe Mohammed VI, Salé, Marruecos                               | Marruecos      | 0 : 0    | Amistoso internacional | Sin goles                                                                      |
| 10 de octubre | Sede Deportiva FCF, Bogotá, Colombia                                | Ecuador        | 0 : 0    | Amistoso internacional | Sin goles                                                                      |
| 16 de octubre | Estadio Olímpico Félix Sánchez, Santo Domingo, República Dominicana | Corea del Sur  | 1 : 1    | Copa Mundial Sub-17    | 28' Ella Martínez                                                              |
| 19 de octubre | Estadio Olímpico Félix Sánchez, Santo Domingo, República Dominicana | Estados Unidos | 0 : 2    | Copa Mundial Sub-17    | Sin goles                                                                      |
| 22 de octubre | Estadio Olímpico Félix Sánchez, Santo Domingo, República Dominicana | España         | 1 : 2    | Copa Mundial Sub-17    | 5' Isabella Díaz                                                               |

#### Campeonato Sudamericano Femenino de Fútbol Sub-17
| Equipo                    | Pts. | PJ | PG | PE | PP | GF | GC | Dif. | Rend. |
| ------------------------- | ---- | -- | -- | -- | -- | -- | -- | ---- | ----- |
| Selección Colombia Sub-17 | 14   | 7  | 4  | 2  | 1  | 13 | 8  | 5    | 66,7% |

- Resultado final: Subcampeona, clasificada a la Copa Mundial Femenina de Fútbol Sub-17

#### Copa Mundial Femenina de Fútbol Sub-17
| Equipo                    | Pts. | PJ | PG | PE | PP | GF | GC | Dif. | Rend. |
| ------------------------- | ---- | -- | -- | -- | -- | -- | -- | ---- | ----- |
| Selección Colombia Sub-17 | 1    | 3  | 0  | 1  | 2  | 2  | 5  | -3   | 11,1% |

- Resultado final: Fase de grupos